# De Ganzepoot
 (juin 2024).
La mise en forme du texte ne suit pas les recommandations de Wikipédia : il faut le « wikifier ».
Les points d'amélioration suivants sont les cas les plus fréquents. Le détail des points à revoir est peut-être précisé sur la page de discussion.
- Les titres sont pré-formatés par le logiciel. Ils ne sont ni en capitales, ni en gras.
- Le texte ne doit pas être écrit en capitales (les noms de famille non plus), ni en gras, ni en italique, ni en « petit »…
- Le gras n'est utilisé que pour surligner le titre de l'article dans l'introduction, une seule fois.
- L'italique est rarement utilisé : mots en langue étrangère, titres d'œuvres, noms de bateaux, etc.
- Les citations ne sont pas en italique mais en corps de texte normal. Elles sont entourées par des guillemets français : « et ».
- Les listes à puces sont à éviter, des paragraphes rédigés étant largement préférés. Les tableaux sont à réserver à la présentation de données structurées (résultats, etc.).
- Les appels de note de bas de page (petits chiffres en exposant, introduits par l'outil «  Source ») sont à placer entre la fin de phrase et le point final[comme ça].
- Les liens internes (vers d'autres articles de Wikipédia) sont à choisir avec parcimonie. Créez des liens vers des articles approfondissant le sujet. Les termes génériques sans rapport avec le sujet sont à éviter, ainsi que les répétitions de liens vers un même terme.
- Les liens externes sont à placer uniquement dans une section « Liens externes », à la fin de l'article. Ces liens sont à choisir avec parcimonie suivant les règles définies. Si un lien sert de source à l'article, son insertion dans le texte est à faire par les notes de bas de page.
- La présentation des références doit suivre les conventions bibliographiques. Il est recommandé d'utiliser les modèles {{Ouvrage}}, {{Chapitre}}, {{Article}}, {{Lien web}} et/ou {{Bibliographie}}. Le mode d'édition visuel peut mettre en forme automatiquement les références.
- Insérer une infobox (cadre d'informations à droite) n'est pas obligatoire pour parachever la mise en page.

Pour une aide détaillée, merci de consulter Aide:Wikification.
Si vous pensez que ces points ont été résolus, vous pouvez retirer ce bandeau et améliorer la mise en forme d'un autre article.
De Ganzepoot, parfois orthographié De Ganzenpoot et signifiant 'La Patte d'oie' en français, est le nom d'un complexe d'écluses situé dans l'arrière-port de la ville belge de Nieuport et mettant six cours d'eau, dont l'Yser, en communication avec la mer du Nord, via l'embouchure dudit fleuve.

## Description
De Ganzepoot comporte six ouvrages d'art dont l'ensemble en éventail a, vu du haut, une forme de patte d'oie, d'où son nom. La moitié de ceux-ci est constituée d'écluses de chasse à vannes à glissières, qui laissent s'écouler vers la mer des eaux de drainage des Polders, l'autre moitié d'écluses à sas à portes busquées, permettant le passage de bateaux. Le site est agréablement arboré.
Les ouvrages d'art originaux, datant du XIXe siècle, furent endommagés à des degrés divers, et pour certains, entièrement détruits, pendant la Première Guerre mondiale. C'est à partir de cet ensemble d'écluses que la plaine de l'Yser fut inondée, pendant la bataille de l'Yser, pour arrêter l'avancée des Allemands. L'infrastructure a été reconstruite après la fin des hostilités, sous une forme légèrement modifiée.

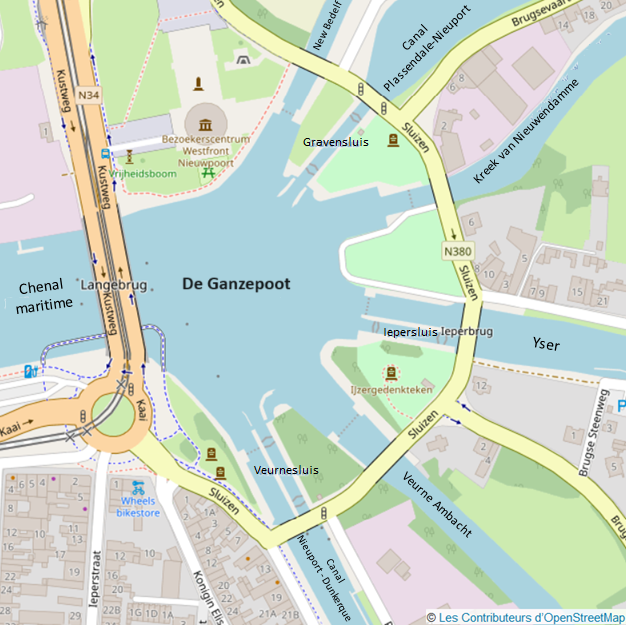
De Ganzepoot à Nieuport, vue cartographique permettant de visualiser la forme en patte d'oie, les voies hydrauliques, et les écluses.

On distingue, du nord au sud ,,,:
- Le déversoir du Nieuw Bedelf, qui comporte trois ensembles de vannes à glissières dédoublées, et assure le drainage d'une partie du polder Grote Westwatering et du polder Vladslo-Ambacht au nord de Dixmude. Ce cours d'eau ne sert pas à la navigation et il n'y a qu'une écluse de chasse.
- Le Gravenssluis (Écluse du Comte) : écluse à sas qui permet, par le Canal Plassendale-Nieuwport, la liaison avec la côte est (Ostende et Bruges) pour les péniches et les bateaux de plaisance. Ce canal a été construit au XVIIe siècle. Commencée en 1844, l'écluse fut ouverte à la navigation en 1845. Son nom fait référence au Comte de Flandre, qui, conjointement avec le Duc de Brabant, posa une pierre commémorative en septembre 1844[6]. Le sas est long de 45 m et large de 8 m. L'éclusage n'est autorisé qu'à partir de trois heures avant la marée haute et jusqu'à trois heures après celle-ci. En dehors de la saison estivale, le trafic est très faible (une dizaine de passages par mois)[7]. La route traversant le canal juste en amont de l'écluse est équipée d'un pont basculant.
- Le Springsas : une écluse de chasse à quatre ensembles de vannes à glissières dédoublées, permettant d'évacuer les eaux du Kreek van Nieuwendamme, ancien cours inférieur sinueux de l'Yser, qui collecte les eaux de drainage du Nieuwlandpolder. L'aspect actuel de cet ouvrage d'art diffère de celui d'avant 1914, mais néanmoins quelques éléments remarquables d'origine ont été conservés lors de la reconstruction.
- L' Iepersluis (Écluse d'Ypres) : écluse à sas sur l'Yser, désaffectée pour la navigation depuis 1988, année durant laquelle le pont basculant situé juste en amont de l'écluse, fut remplacé par un pont fixe, dont la hauteur libre est trop réduite pour permettre la circulation de bateaux. Elle est flanquée d'un déversoir comportant cinq ensembles de vannes à glissières dédoublées. Construite au 17ème siècle, lorsque l'Yser a été rectifié à partir de Nieuport et canalisé jusqu'à Dixmude, elle fut démolie et remplacée par un ouvrage plus moderne en 1878[8].   Le sas est long de 45,10 m et large de 8,50 m.  C'est ici que l'Yser canalisé se jette dans l'arrière port pour atteindre ensuite la mer via le chenal du port.  Cet ouvrage d'art est aujourd'hui uniquement utilisé pour réguler le niveau du fleuve, ce qui est particulièrement utile en période de crue. Les bateaux qui, venant de la mer du Nord ou du port de Nieuport, souhaitent rejoindre l'Yser doivent désormais emprunter l'écluse Gravensluis, puis une courte portion du Canal Plassendale-Nieuport, et ensuite franchir, à Saint-Georges, l'écluse Sint-Jorissluis, mise en service en janvier 1975; la liaison dans l'autre sens comprend aussi ces trois étapes, mais bien évidement dans l'ordre inverse.
- Le déversoir du Veurne-Ambacht : il possède 8 ensembles de vannes à glissières dédoublées, et sert à évacuer les eaux de drainage du polder Noordwatering Veurne, situé au sud et à l'ouest de l'Yser et au nord de Furnes. Entre le 29 octobre et le 1er novembre 1914, le batelier Hendrik Geeraert, et un capitaine du génie de l'armée belge, Fernand Umé, ont inondé la zone située entre l'Yser et la ligne ferroviaire Nieuport-Diksmuide en ouvrant à quatre reprises les vannes de ce déversoir à marée haute, et en les fermant à marée basse. A cette époque, l'ouverture et la fermeture des vannes s'effectuaient à l'aide d'un cric à manivelle. De nos jours, les vannes sont motorisées.
- Le Veurnesluis (Écluse de Furnes) : écluse à sas flanquée d'un déversoir à quatre ensembles de vannes à glissières dédoublées. Elle donne accès au Canal Nieuport-Dunkerque qui passe à Furnes et relie Nieuport à Dunkerque. Cette écluse, initialement construite en 1819[9], fut totalement remaniée et modernisée en 1876[10]. Le sas est long de 45,10 m et large de 8,50 m. L'éclusage n'est autorisé qu'à partir de trois heures avant la marée haute et jusqu'à trois heures après celle-ci. En dehors de la saison estivale, le trafic est rare (deux ou trois passages par mois)[11]. La route franchissant le canal juste en amont de l'écluse est équipée d'un pont basculant.

Photo aérienne prise en novembre 1914
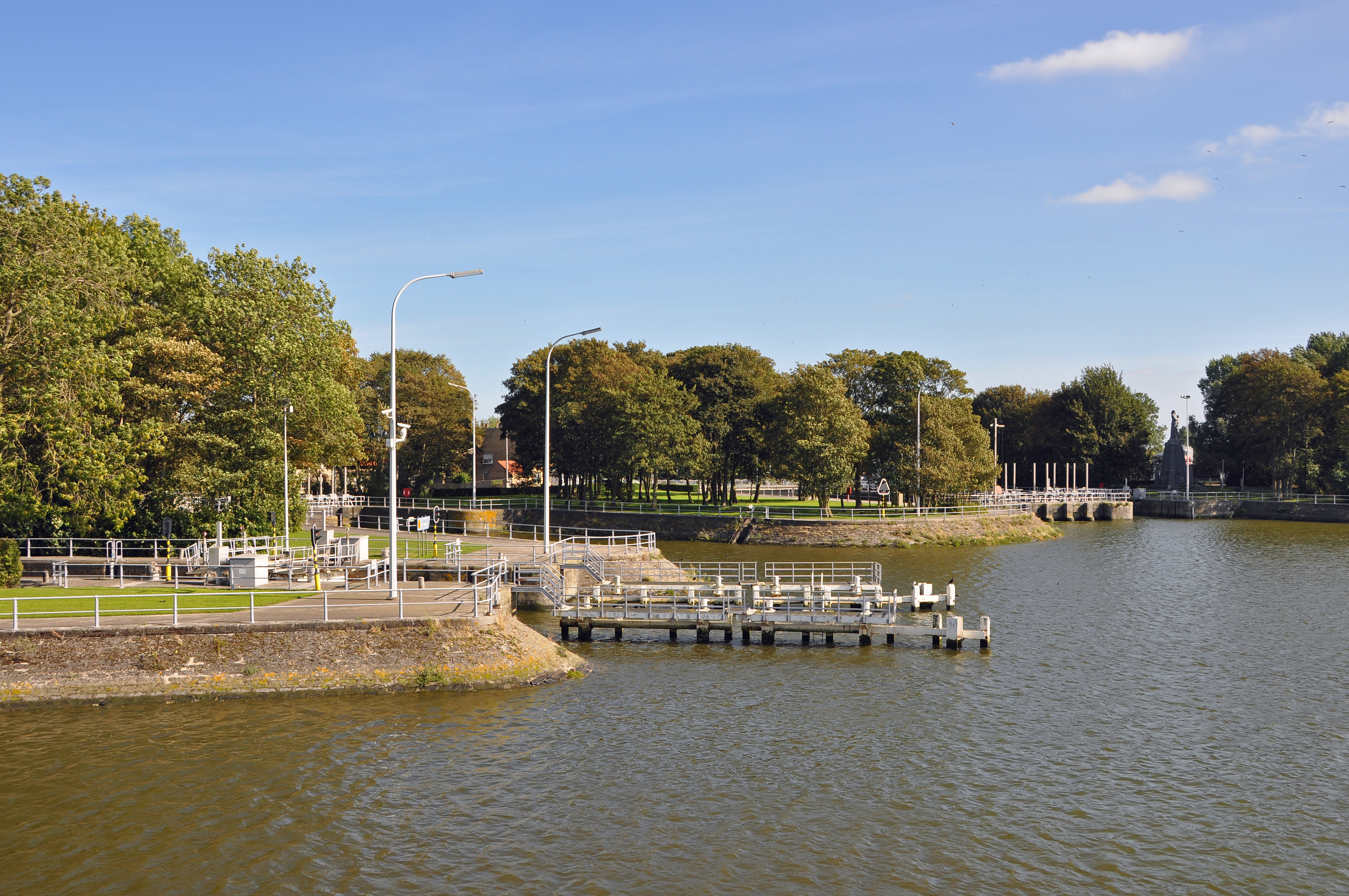
La partie gauche
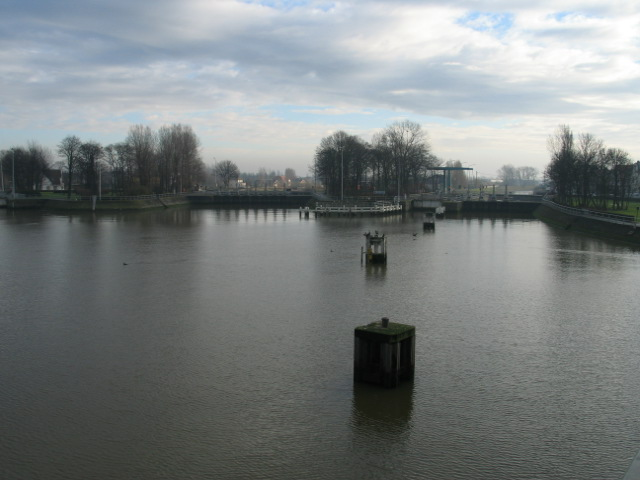
La partie droite
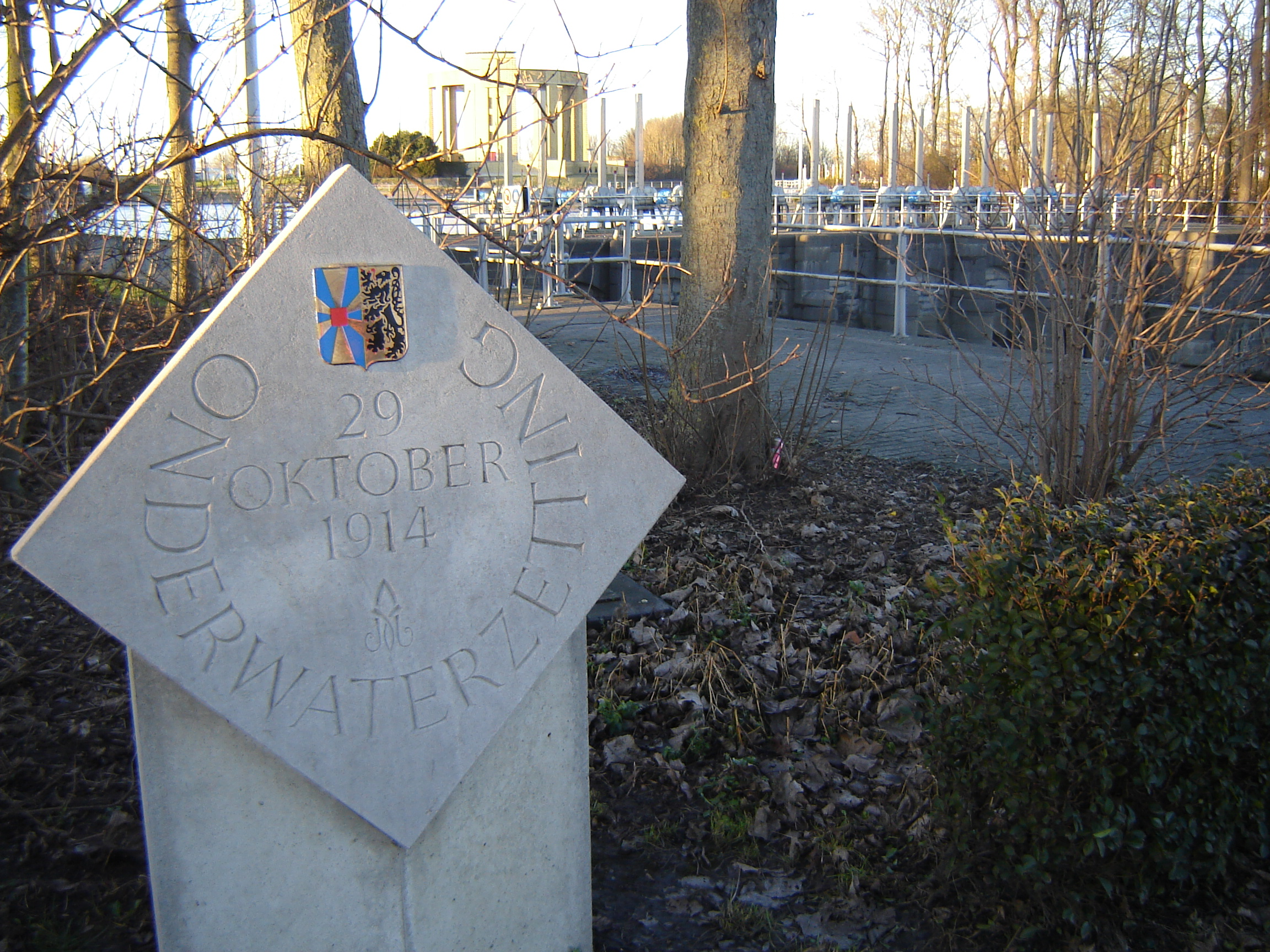
Stèle commémorative 1914-1918 "Inondations"
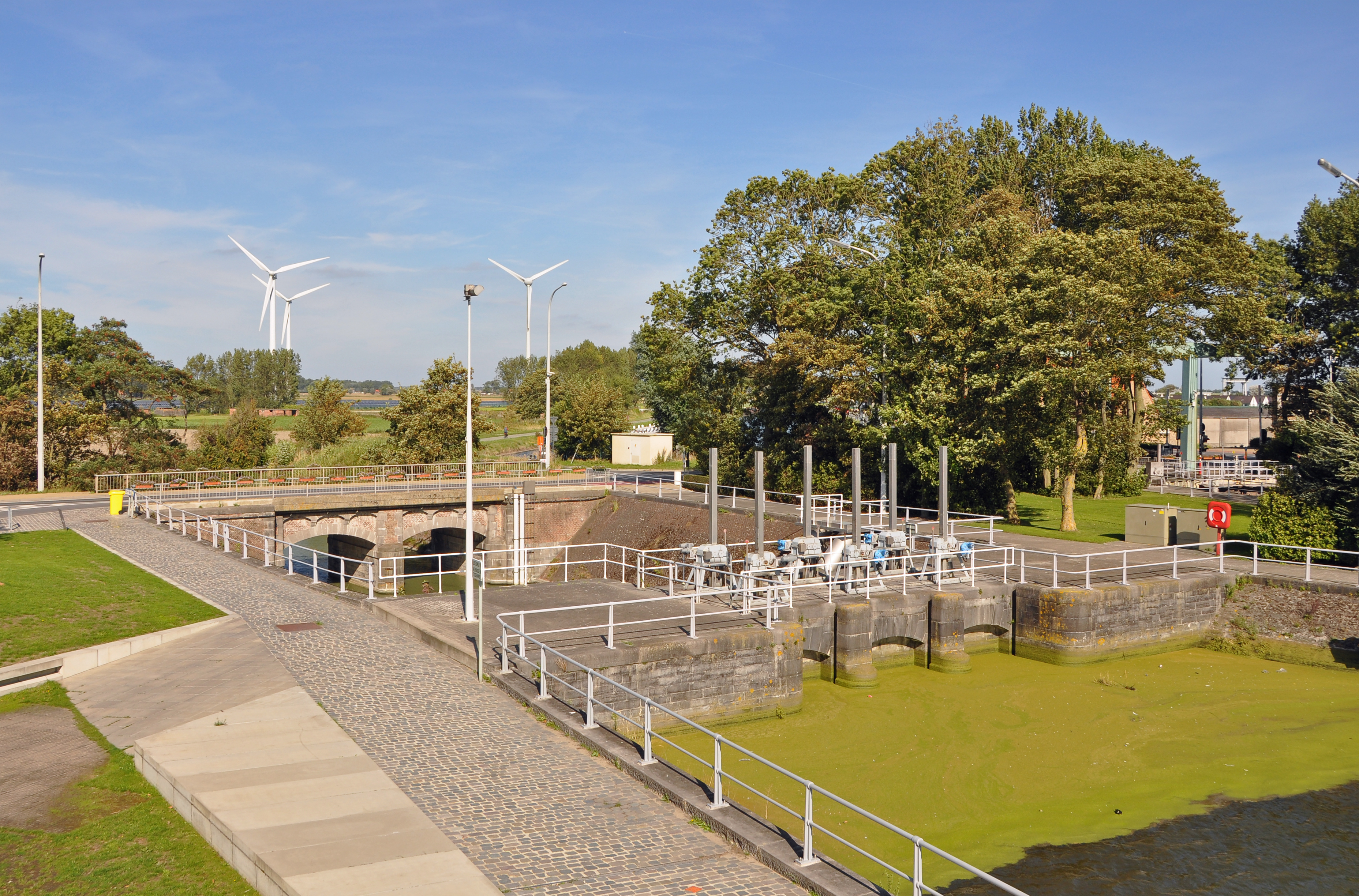
L'écluse de chasse du Nieuw Bedelf
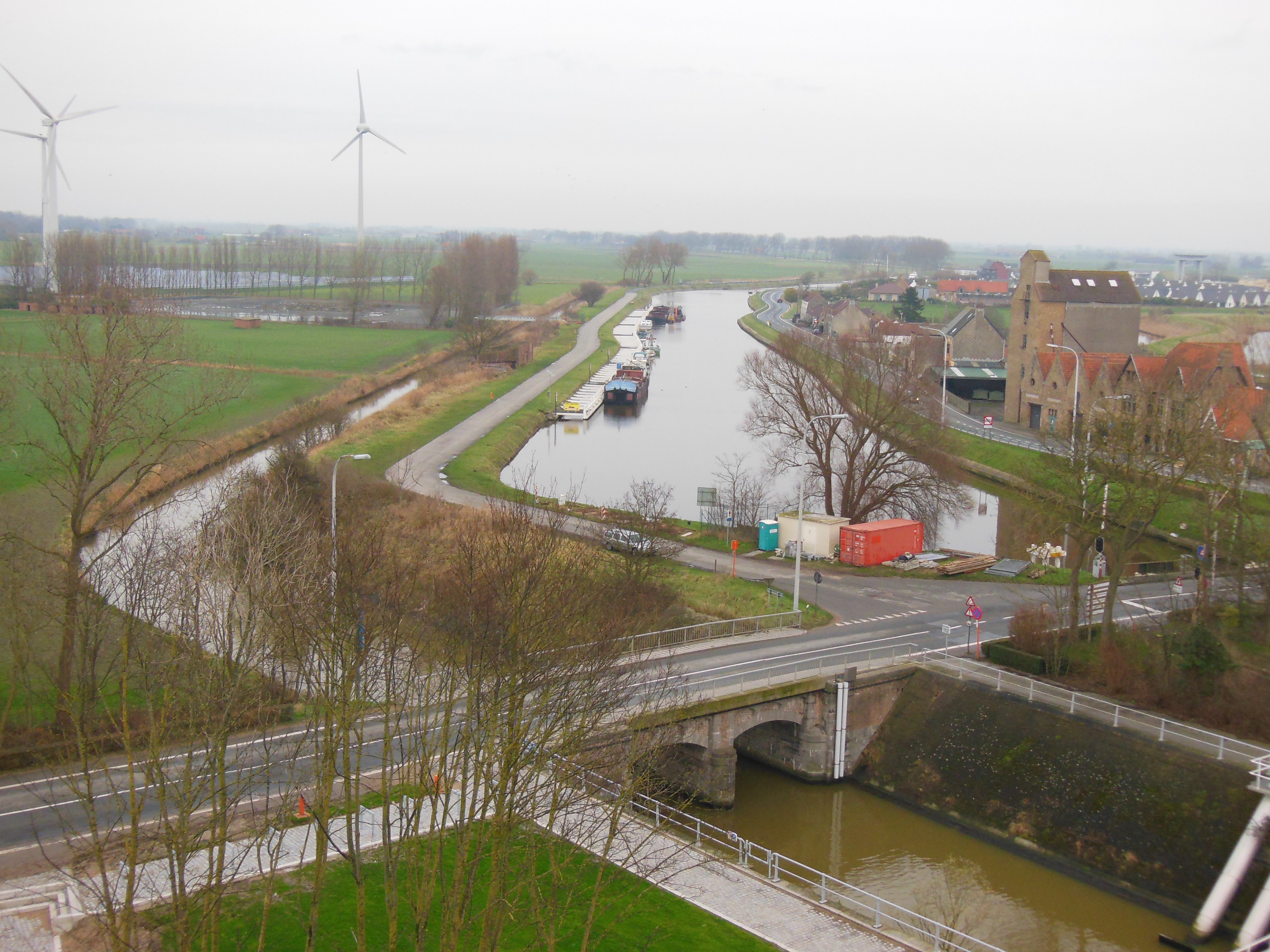
Le Nieuw Bedelf (à gauche) et le canal Plassendale-Nieuport
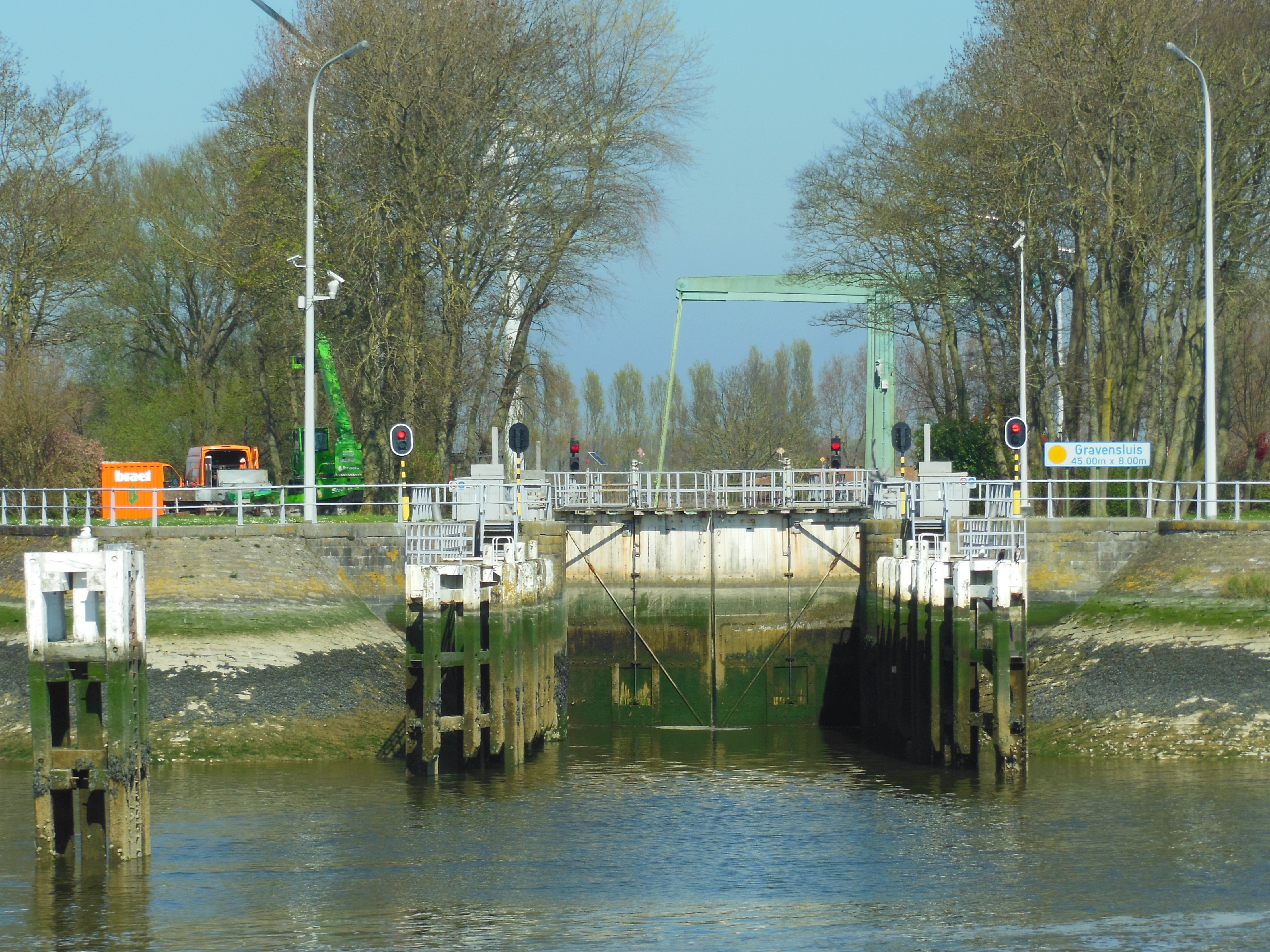
Le Gravensluis, sur le canal Plassendale-Nieuport
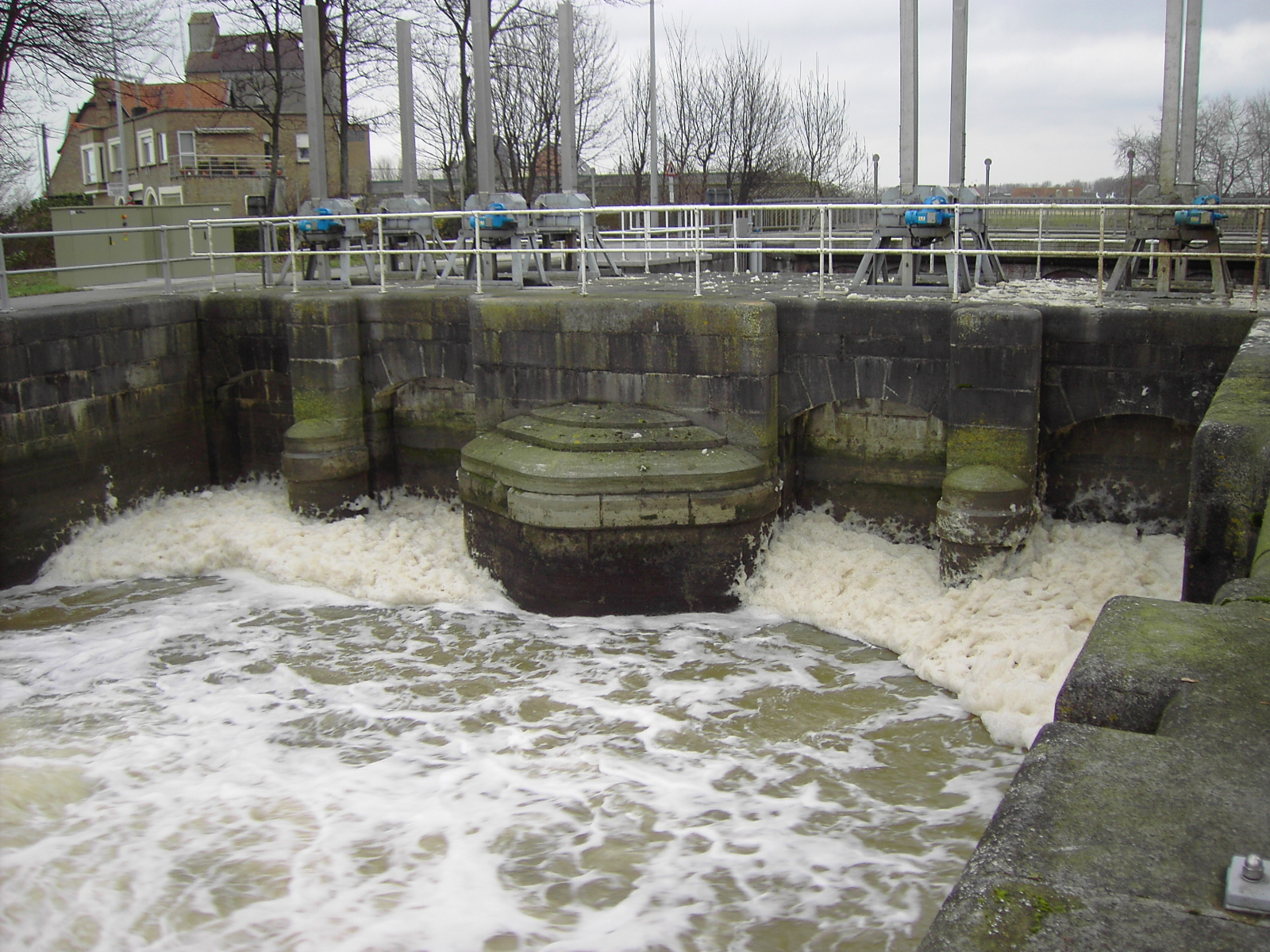
L'écluse de chasse du Kreek van Nieuwendamme
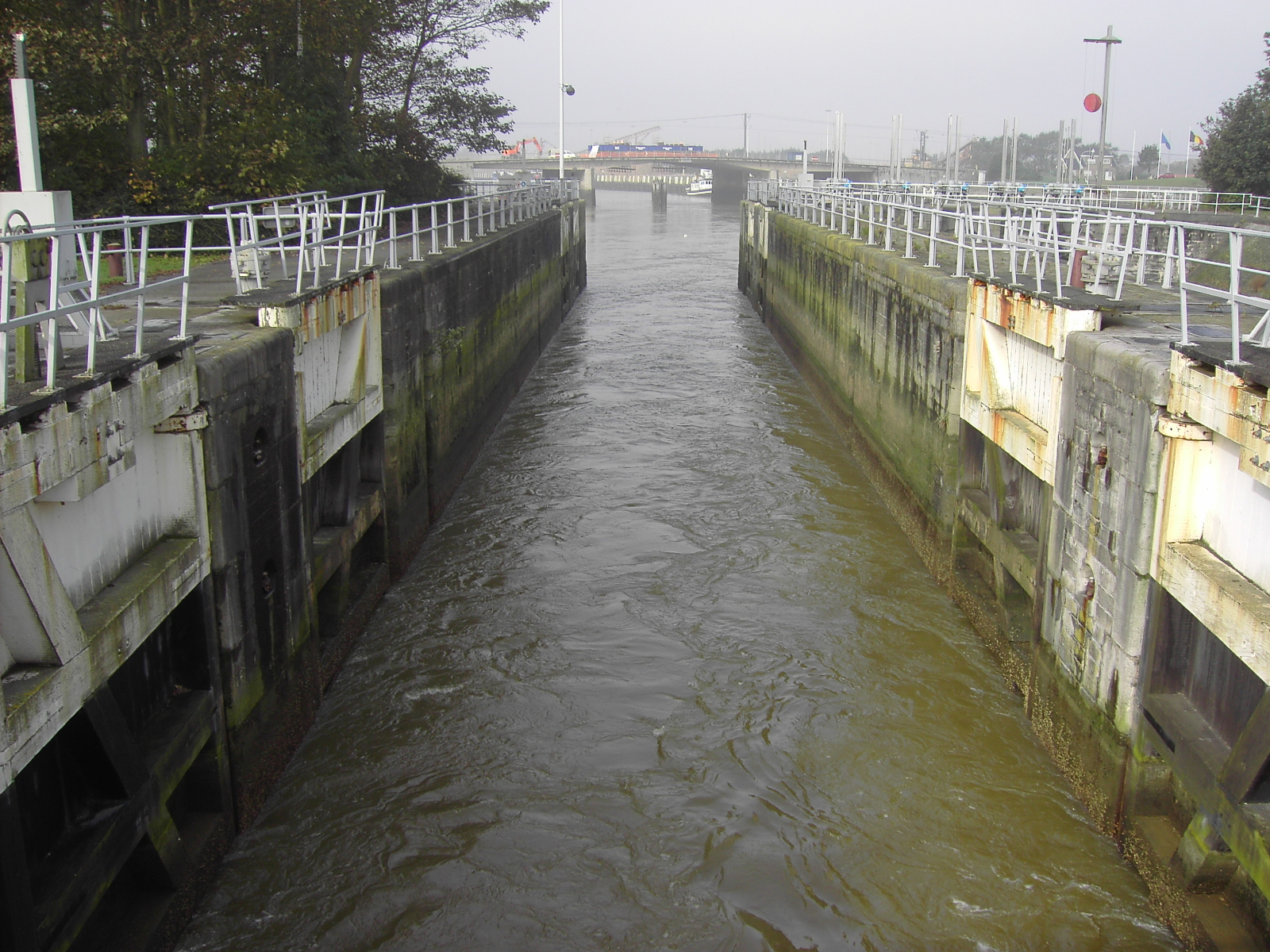
L'écluse à sas Iepersluis sur l'Yser
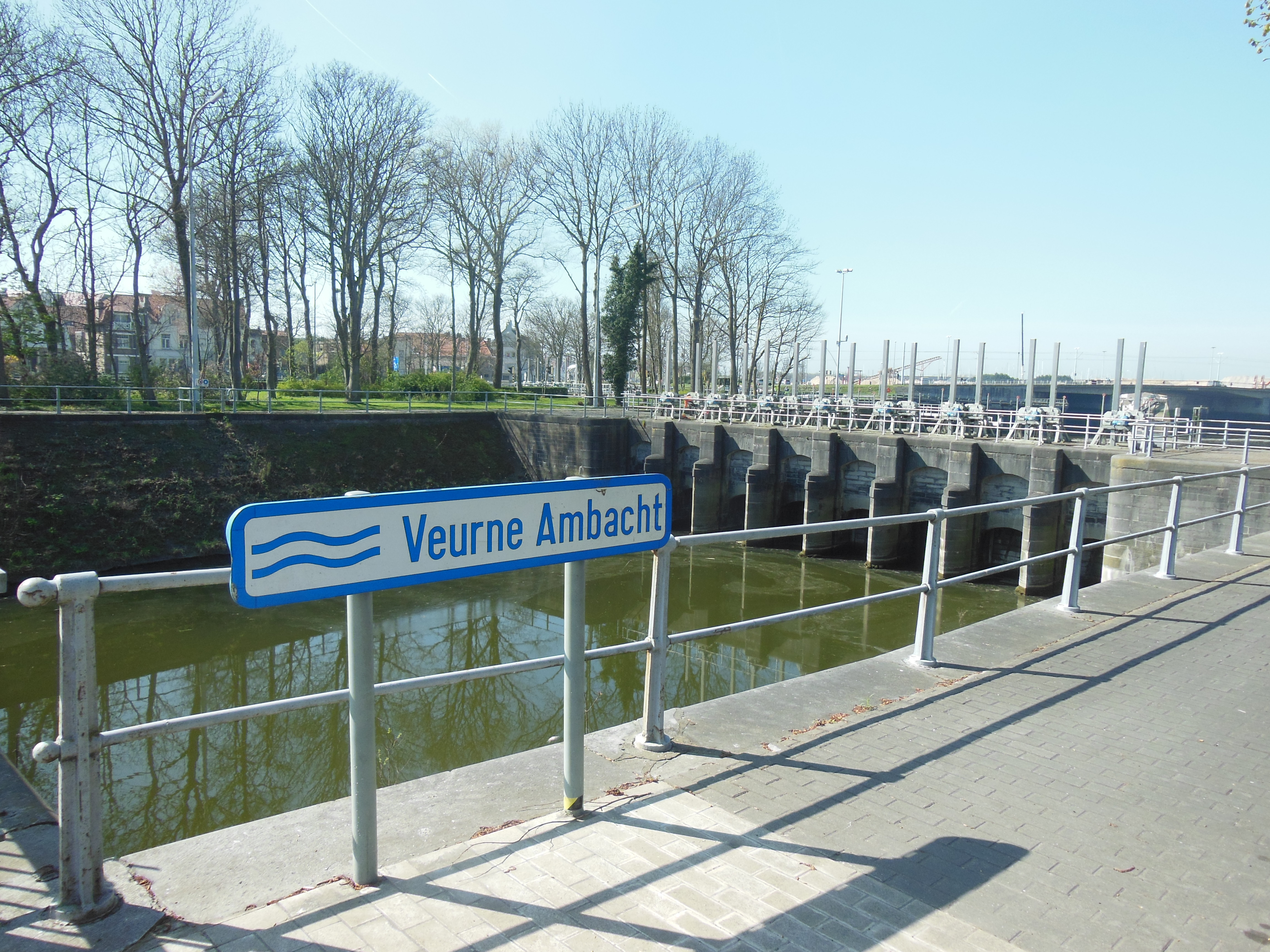
Le Veurne-Ambachtvaart, avec à droite l'écluse de chasse
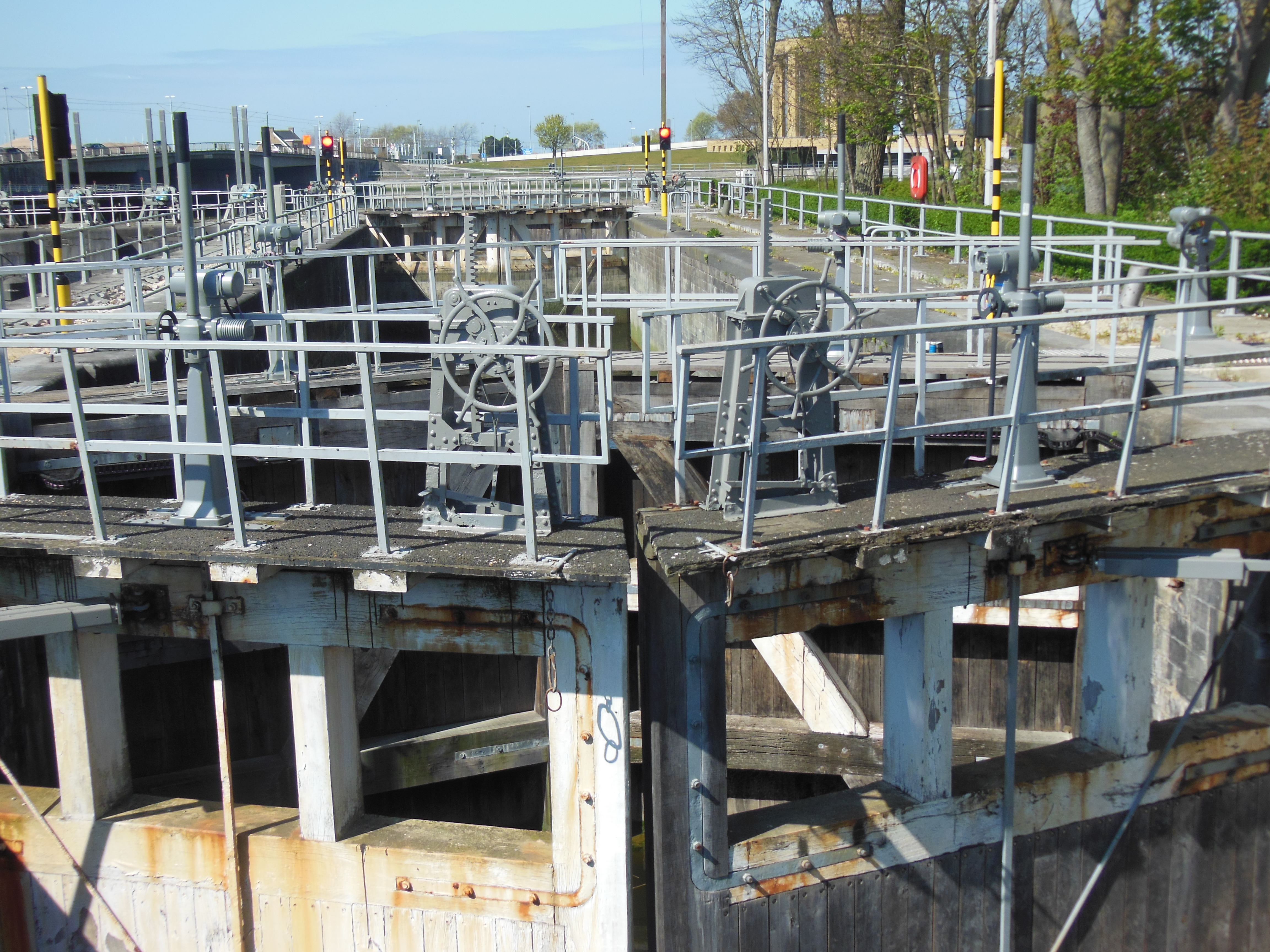
L'écluse à sas Veurnesluis sur le canal Nieuport-Dunkerque

## Reconstruction après la Première Guerre mondiale
Grâce aux notes manuscrites très détaillées que nous a laissées l’éclusier en chef de l’époque, Gerard Dingens, nous disposons d’une information précise et d’un avis autorisé et critique, quant à l’état dans lequel se trouvait le complexe à la fin de la guerre, et au déroulement des activités de reconstruction.
De tous les ouvrages d’art du complexe, l’écluse Veurnesluis et son déversoir ont été ceux qui ont le plus souffert des bombardements, à tel point qu’il a été nécessaire de les démolir entièrement pour ensuite les reconstruire. On en profita pour déplacer le déversoir de neuf mètres vers l’amont.
Partiellement détruit au niveau de ses ouvertures, le déversoir du Veurne-Ambacht présentait des fondations en bon état qui purent être conservées.
Tous les murs de l’écluse Iepersluis et de son déversoir étaient fortement endommagés ; par contre, les fondations et le radier de l’écluse ne nécessitèrent qu’une réparation ; le déversoir fut entièrement reconstruit. 

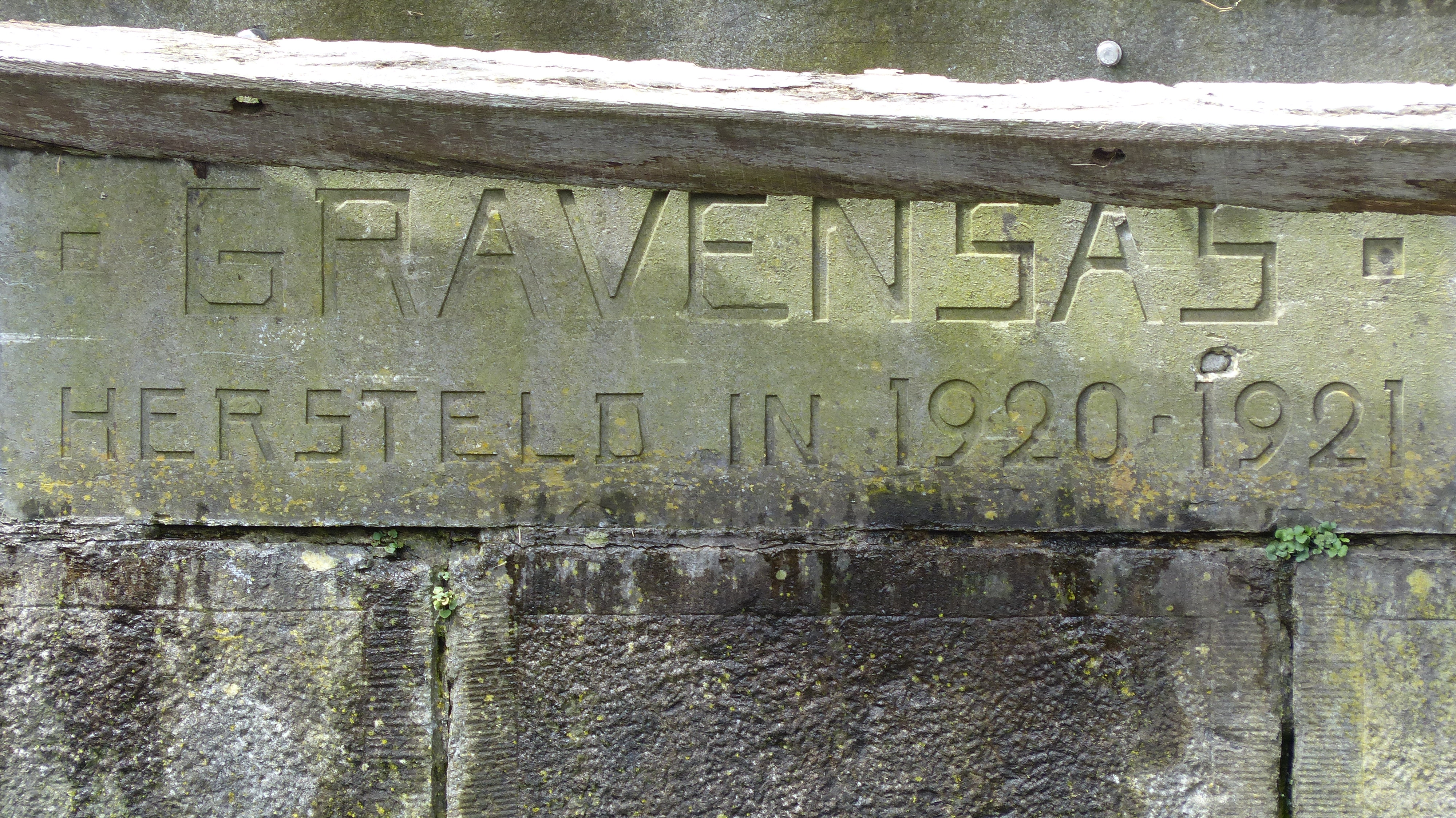
Pierre commémorative, scellée dans le bajoyer entre les portes aval, et rappelant la reconstruction du Gravensluis après la Grande Guerre.

Le Springsas avait assez peu souffert.
L’écluse Gravensluis n’avait, elle-aussi, souffert que modérément, et ne nécessita que des réparations relativement limitées.
Enfin, le déversoir du Nieuw Bedelf, entièrement détruit dans sa partie supérieure, avait par contre conservé en bon état son radier et ses fondations.
On profita de la reconstruction pour instaurer quelques changements et améliorations. On a ainsi inversé la position respective des pièces mâle et femelle du gond des portes d’écluses, en plaçant la crapaudine – pièce femelle - au bas du poteau tourillon de la porte d’écluse, et le pivot – pièce mâle - au niveau du radier. On a aussi prévu des échelles dans les sas, et des escaliers dans les perrés. L'infrastructure permettant aux véhicules et piétons de traverser le complexe fut également modifiée. Tous les ponts tournants surplombant le sas des écluses en leur milieu, étaient détruits, et les ponts des déversoirs étaient également hors d’usage. Ils ne furent pas reconstruits et l’on déplaça la voie publique vers l’amont, juste avant les écluses ; pour le franchissement des voies d’eau alimentant celles-ci, on opta pour des ponts basculants à deux demi-tabliers mobiles ; les voies d’eau menant aux déversoirs furent dotées de ponts fixes.
Avant de pouvoir procéder à un état des lieux précis, puis à la reconstruction, il a fallu construire des batardeaux et évacuer l’eau des enceintes étanches ainsi créées, de manière à isoler les ouvrages d’art de l’arrière-port et des cours d’eau, et à pouvoir travailler dans un environnement sec.
Un grand batardeau, commun à trois ouvrages d’art (Veurnesluis, déversoir Veurne-Ambacht, Iepersluis) fut construit dans l’arrière-port. Constitué de palplanches en acier et de pieux en hêtre, il ne fut commencé qu’en septembre 1919, soit 10 mois après la fin de la guerre ; il fut terminé en juin 1920, et démonté à partir de fin décembre 1921.
D’autres batardeaux en palplanches, plus petits, furent érigés au niveau de l’arrière-port, et sur les cours d’eau, à l’amont du complexe. On réutilisa aussi une partie des barrages que les militaires avaient mis en place pendant le conflit. Pour isoler le Gravensluis de l’arrière-port, on utilisa simplement les coulisses de la tête aval. 
Diverses mesures furent évidemment prises pour permettre de continuer à évacuer les eaux des Polders et de l’Yser, pendant la période de reconstruction.  
Les travaux, commencés dès la mise au sec des chantiers, à la mi-1920, s’étalèrent sur plusieurs années.  Ce n’est qu’au cours de 1922 que les premiers bateaux purent circuler à nouveau jusqu’à Nieuport en empruntant l’Iepersluis, le Gravensluis et le Veurnesluis.  
Ce fut un chantier d’envergure, qui employa jusqu’à plus de mille ouvriers, fut exécuté d’abord en régie (contrat dit ‘américain’) puis au forfait, et coûta au total environ 23 millions de francs belges de l’époque.

## Particularité des écluses

Écluses à portes busquées - différence entre une écluse sur cours d’eau intérieur et une écluse avec un bief soumis aux marées.

Comme la grande majorité des écluses à sas, celles du complexe De Ganzepoot sont équipées de portes busquées, mais elles ont cependant une particularité liée au fait qu’elles donnent accès à un chenal maritime soumis aux marées.
Dans le cas d’une écluse sur un cours d’eau intérieur, où la hauteur d’eau côté amont est toujours supérieure à la hauteur d’eau côté aval, on trouve une porte busquée entre le bief amont et le sas, et une autre entre le sas et le bief aval, donc au total deux portes busquées, dont le busc est dirigé vers l’amont.
Dans le cas des écluses de ce complexe, la différence de hauteur d’eau entre les deux biefs varie et s’inverse en fonction des marées. Pour en tenir compte, chaque écluse est donc équipée de quatre portes busquées, adossées respectivement deux à deux à chaque extrémité du sas, comme on peut le voir sur les photographies et le schéma illustrant l’article. Chacun de ces deux ensembles comporte une porte dont le busc est dirigé vers les terres (porte d’èbe) et une porte dont le busc est dirigé vers la mer (porte de flot). Le premier type de porte permet de maintenir le niveau d’eau souhaité côté canal lorsque la marée est basse, et le second d’éviter un envahissement du canal par la mer à marée haute.

## Entretien des ouvrages d'art

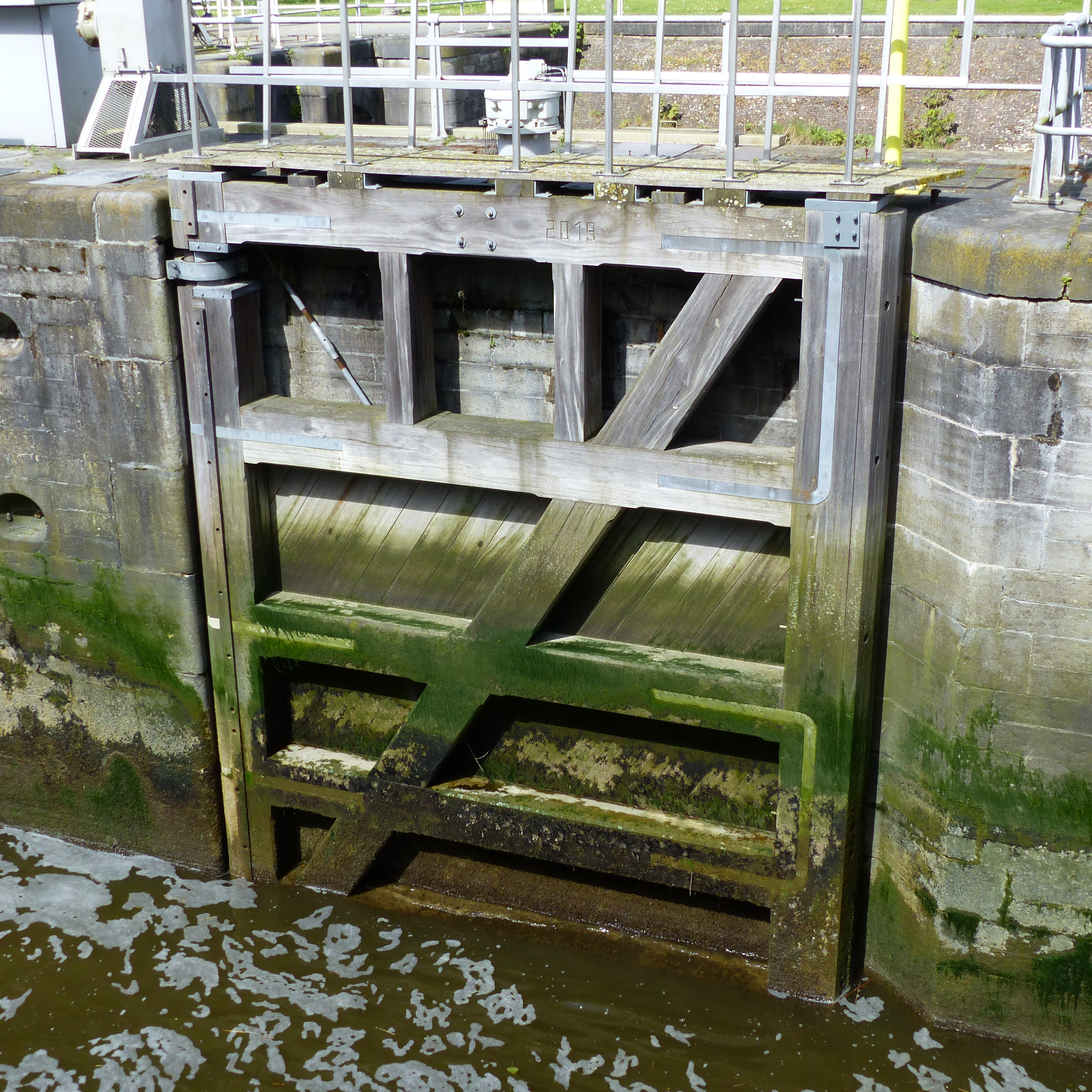
Iepersluis - vantail de la porte d'èbe aval, remplacée en 2019

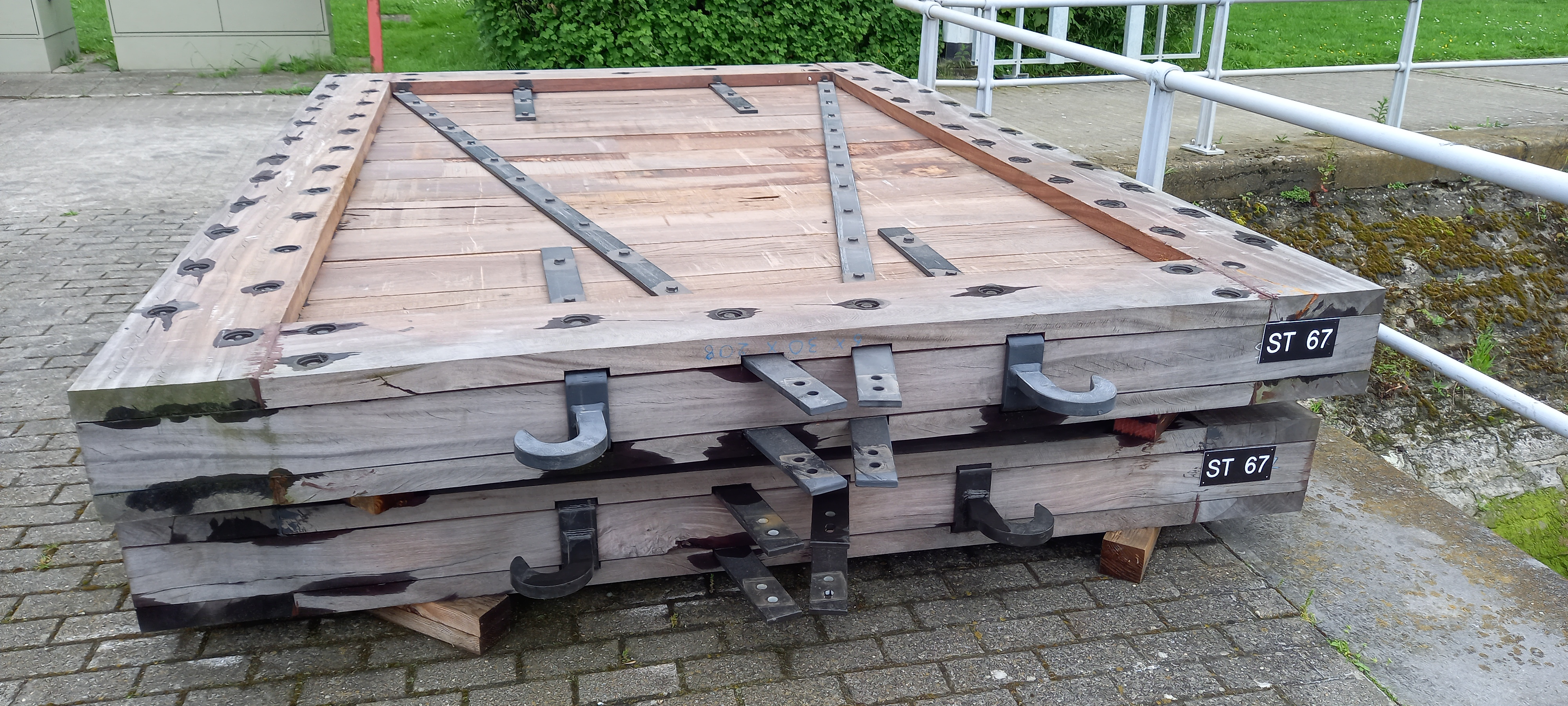
Nieuw Bedelf - mai 2024 - nouvelles portes en attente de placement

Une grande partie des vannes des déversoirs et des portes des écluses ont été remplacées en 2019,. Les passerelles surmontant les anciennes portes, et les mécanismes motorisés actionnant les portes et les vantelles, ont été démontés, puis remontés sur les nouvelles portes. Les investissements associés au remplacement des portes d'écluse sont assez importants, celles-ci étant faites sur mesure, avec du bois exotique de qualité, et leur fabrication, comme leur installation, demandant un savoir-faire très spécialisé et peu répandu (marché de niche) ; à titre d'exemple, le remplacement des 2 portes côté mer de l'Iepersluis (4 vantaux au total) a coûté un peu plus de 455 000 euros.

## Protection patrimoniale
L'ensemble du site De Ganzepoot est protégé par un décret ministériel de la Région Flamande datant de 1999, compte-tenu de sa valeur historique, esthétique, et artistique, et de son intérêt du point de vue de l'archéologique industrielle. La zone concernée a une superficie d'environ 12,5 hectares.

## Effets du changement climatique
Dans le contexte de l'initiative Kustvisie du gouvernement de la Région flamande, visant à définir un plan d'action contre les effets du changement climatique à la côte belge, il est envisagé de construire, lorsque l'élévation du niveau de la mer le justifiera, une nouvelle écluse dans l'embouchure de l'Yser, en aval du complexe De Ganzepoot.

## Monuments commémoratifs
En raison du rôle stratégique joué par l'infrastructure De Ganzepoot pendant la Première Guerre mondiale, plusieurs monuments commémoratifs ont été érigés à proximité immédiate. Les plus importants sont:
- Le monument du Roi Albert Ier avec sa statue équestre
- Le Monument de l'Yser, à la mémoire des combattants belges tombés au front
- Le mémorial britannique de Nieuport
- Le mémorial de la 81ème Division Territoriale d'Infanterie française

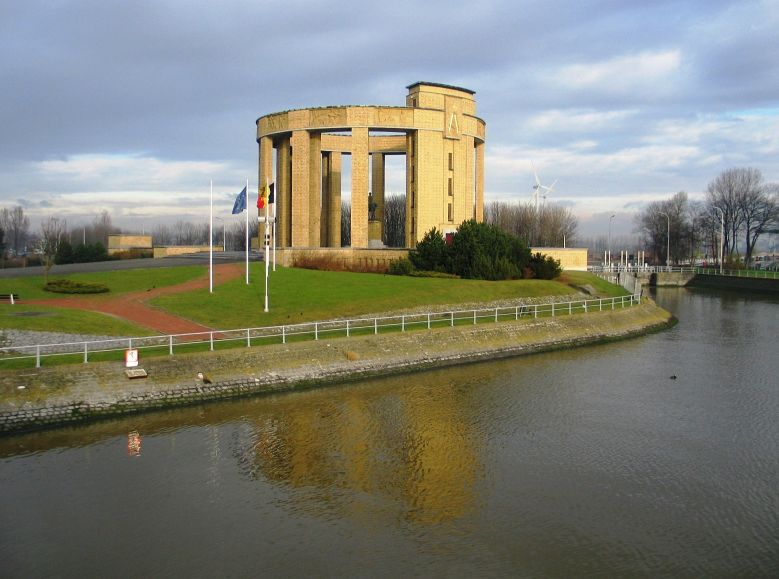
Monument du roi Albert Ier
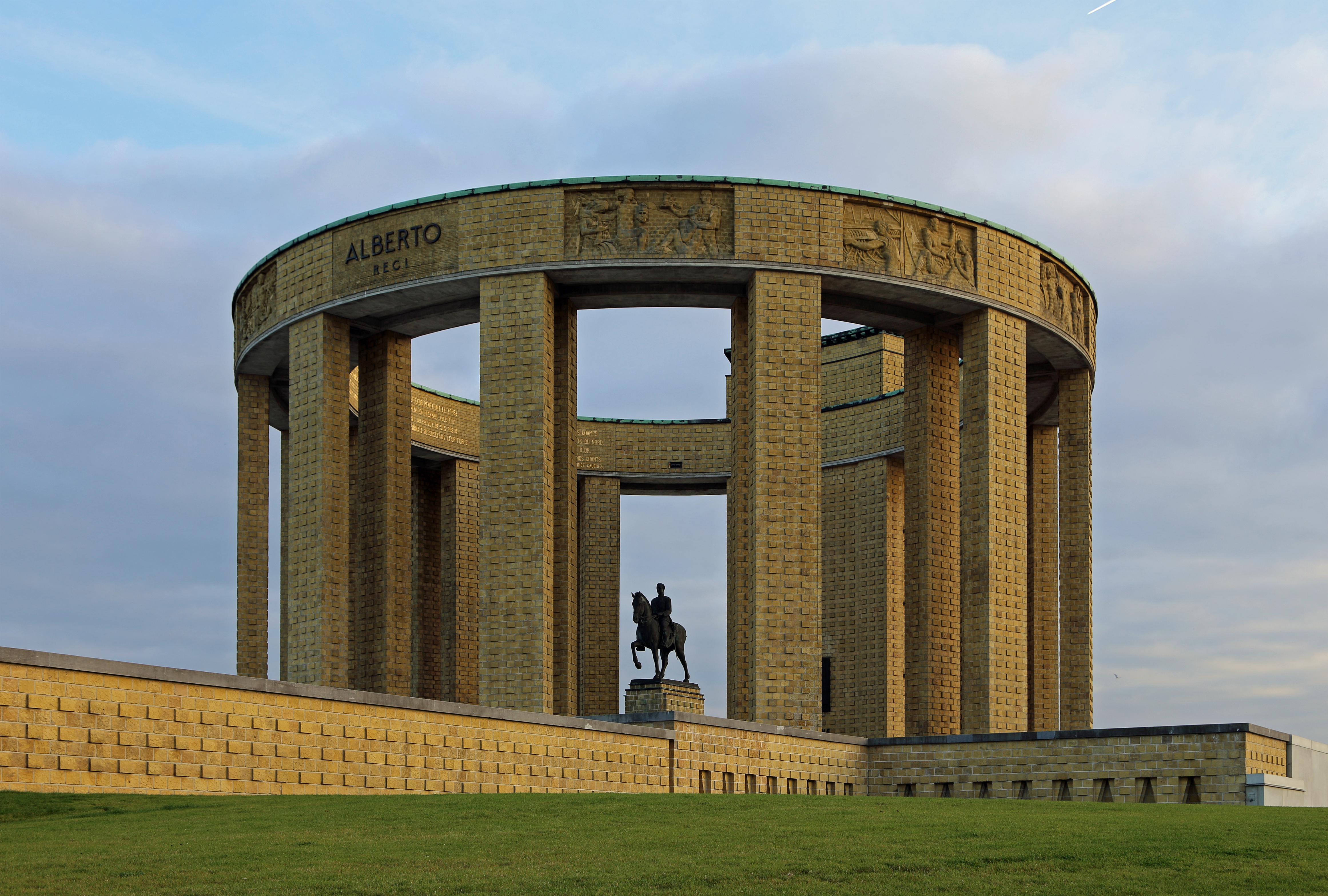
Monument du roi Albert Ier
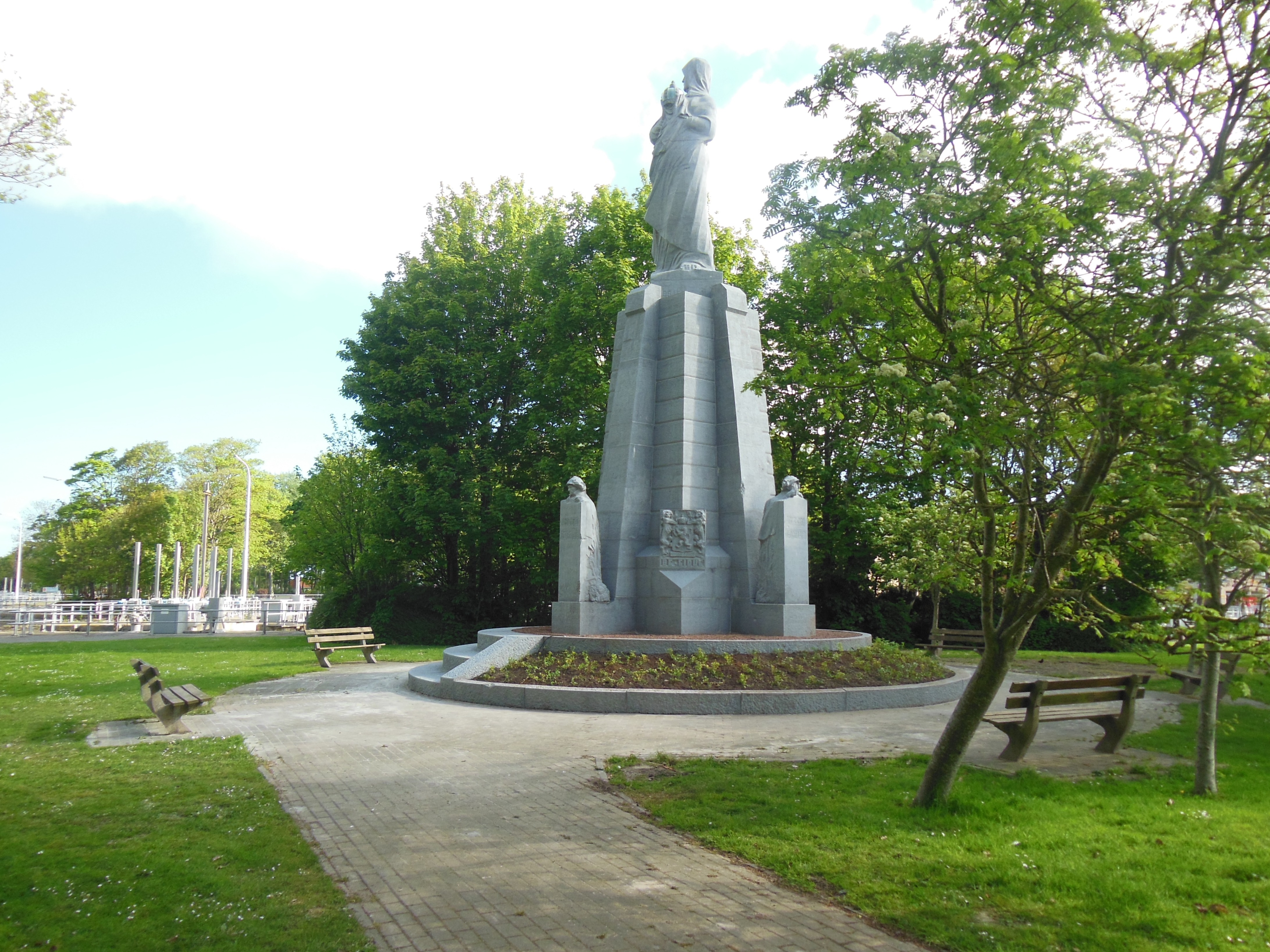
Monument de l'Yser, à la mémoire des combattants belges tombés au front
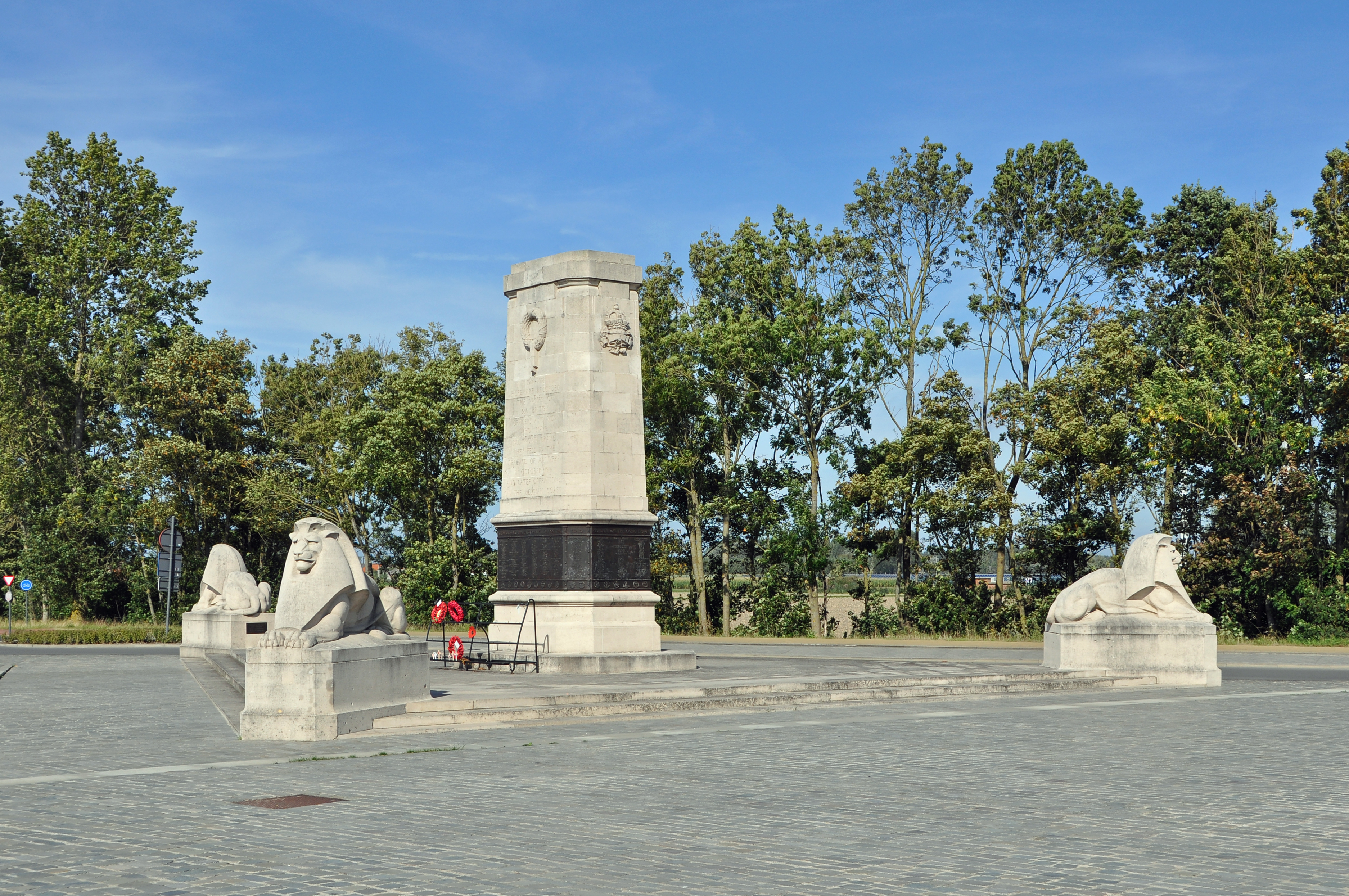
Mémorial britannique
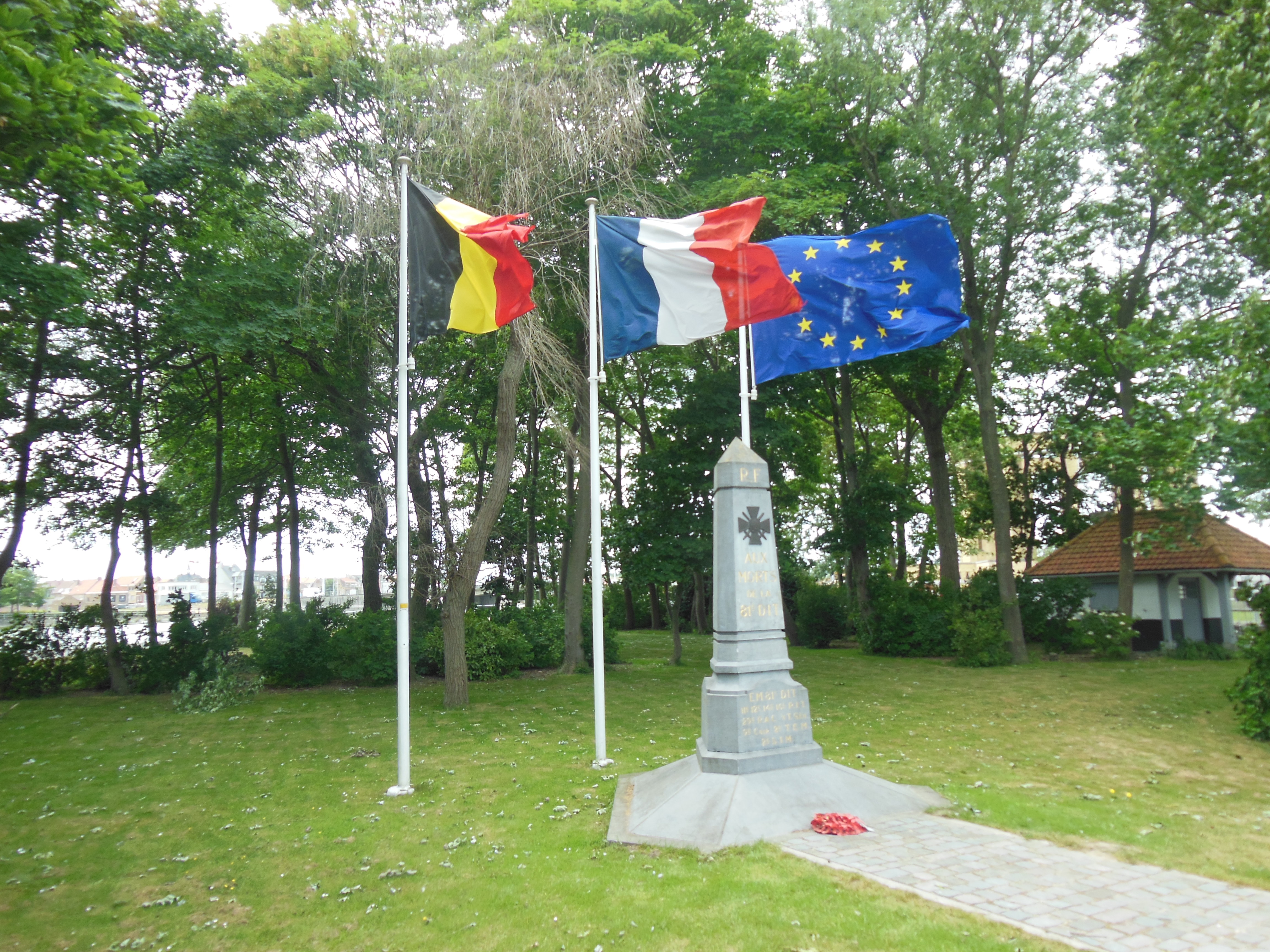
Mémorial de la 81e Division Territoriale d'Infanterie française